# Коледна звезда
Коледна звезда (също Поинсетия или Понсетия) (Euphorbia pulcherrima) е растение от семейство Млечкови. Родина на коледната звезда са тропическите райони на Мексико и Гватемала. Там тя се среща под формата на храсти с височина до 3 – 4 метра. Коледната звезда е традиционен коледен символ в Америка, Западна Европа, а от скоро време и в България.

## История и легенда
Ацтеките са използвали растението като лечебно средство, както и за получаване на червена боя. Появата на цветето в страната на ацтеките е свързана с красива коледна легенда. В навечерието на Рождество бедно момиче много искало да остави някакъв подарък пред статуя на Исус Христос в малко мексиканско градче, но нямало нищо. „Исус ще приеме всеки дар, стига да е от сърце“, успокоил го баща му. Тогава момичето набрало от полето сухи цветя и ги поставило молитвено пред статуята на Спасителя и на Бъдни вечер сухият букет разцъфнал в големи алени цветове.
Първите растения са пренесени в Европа през 1843 г. в саксия, със стъбло, високо само 40 cm. Като декоративно саксийно растение е селектирано за първи път в Америка и оттогава става популярна в целия западен свят. Поради големия интерес и търсене, цветарски компании в САЩ, Холандия и Германия непрекъснато работят върху нови селекции на растението. Освен класическите червени в различните им нюанси, на пазара се предлагат коледни звезди и с бели, жълти, розови и мраморни цветове.

## Описание
Коледната звезда в диво състояние е вечнозелен храст с височина до 3 – 4 m. Декоративните стайни хибриди са растения с височина до 30 – 40 cm.
Листата на коледната звезда са елипсовидни с ясно очертани жилки, с дълги дръжки. Във върховете на стъблата листата се променят и образуват розетка, която се обагря в червено и прилича на „звезда".
Същинският цвят представлява няколко дребни цветчета, разположени в средата на цветната розетка. Цъфти от декември до февруари.
Растението е отровно, сокът му предизвиква кожни раздразнения.

## Отглеждане
Коледната звезда се отглежда като декоративно стайно растение. Създадени са хибриди, които достигат не повече от 30 cm височина. Поради това че цъфти по време на Коледа, а и поради това че прицветниците образуват формата на звезда, растението се нарича Коледна звезда, а също Витлеемска звезда и Рождественска звезда.
Коледната звезда е много красиво, но капризно и трудно за отглеждане цвете. Най-подходящи за отглеждане в домашни условия, са сортовете Freedom, Cortez, Star и Lilo и съответно техните разноцветни форми. Коледната звезда развива листна маса през лятото, когато денят е дълъг, и започва да цъфти през зимата, когато денят е по-къс. Растението има нужда от достатъчно светлина и температури от 17 – 21 °С през нощта и 20 – 24 °С през деня. Трябва да се избягва пряката слънчева светлина в помещението, течение или близостта с отоплителни уреди.

## Галерия
| Листа | Цветове | Прицветници | Растение |

1. ↑  Euphorbia pulcherrima (Klotzsch, 1834). // IUCN Red List of Threatened Species. International Union for Conservation of Nature. Посетен на 4 януари 2023 г. (на английски)